# Angelo Notari

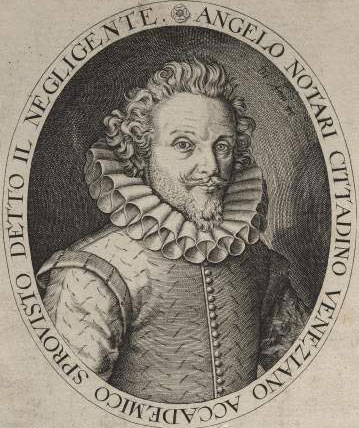
Angelo Notari. Nach einer Darstellung in seinem 1613 erschienenen Werk Prime musiche nuove

Angelo Notari (* unsicher: 14. Januar 1566 in Padua; † Dezember 1663) war ein italienischer Komponist und Musiker. Er trug wesentlich zur Verbreitung der Musik des Frühbarock in England bei.

## Wirken
Über die Herkunft und das Leben von Notari (geschrieben auch Notary und Notario) in Italien ist fast nichts bekannt, auch sein Geburtsdatum beruht auf eigenen Angaben, die er einem Wahrsager machte. Er gehörte der Accademia degli Sprovisti in Venedig an, die auch unter dem Beinamen Il Negligente bekannt war. In Italien trug er ein Stück zum 1608 erschienenen dreistimmigen Canzonettenbuch Amilla, libro secondo di canzonette a tre voci des aus Padua stammenden Lautenisten Nicolo Legname bei. Vor 1612 kam Notari nach England, wo er als Musikant im Gefolge des Thronfolgers Henry diente. Im Jahr 1613 gab er Prime musiche nuove […], ein- bis dreistimmige Gesänge mit Theorbe und anderen Instrumenten, heraus. 1618 wird er im Dienst des neuen Thronfolgers Karl erwähnt. Notari war ein bekennender Katholik. Nicht nur deswegen verdächtigte ihn die Regierung zwischen 1621 und 1623, als Spion im Dienst des spanischen Botschafters Diego Sarmiento de Acuña zu stehen. Weihnachten 1622 sang er während einer katholischen Messe in der Kapelle der spanischen Botschaft. Nach der Thronbesteigung von Karl als König 1625 diente er bis mindestens 1639 als Sänger und Lautenspieler am Königshof in London. Offensichtlich trug Notari wesentlich zur Verbreitung der Musik des Frühbarock im England im frühen 17. Jahrhunderts bei. Sein auf den 24. November 1613 datiertes Werk Prime musiche nuove wurde in London veröffentlicht, er widmete es dem Earl of Somerset. Es enthält verschiedene Musikstücke im Stil der damaligen italienischen Barockmusik, darunter eine Monodie, eine Canzonetta und ein Duett, aber kein Madrigal. Durch seine Arbeit als Musiker am Hofe hatte er wesentlichen Anteil daran, dass die Musik von Monteverdi und anderen zeitgenössischen italienischen Komponisten in England bekannt wurde. Vermutlich kopierte er selbst Notenmanuskripte, die er jedoch nicht namentlich kennzeichnete und die ihm deshalb nicht zweifelsfrei zugeordnet werden können. Sonst sind keine weiteren Werke von ihm bekannt.
Während des Englischen Bürgerkriegs und des Commonwealth verließ Notari wohl England und lebte in verschiedenen anderen europäischen Ländern. Nach der Stuart-Restauration kehrte er als alter Mann nach England zurück und nahm mit Hilfe des Musikers Henry Purcell dem Älteren seine alte Stellung bei Hofe ein. Er wurde am 26. Dezember 1663 in St Martin-in-the-Fields in London beigesetzt, sein Nachfolger als Hofmusiker wurde Purcell.